# 日曜劇場
『日曜劇場』（にちようげきじょう）は、1956年12月2日からTBS系列で、毎週日曜21:00 - 21:54（JST）に放送されているテレビドラマ放送枠およびその冠タイトル。
番組開始当初はモノクロ放送、モノラル放送だったものの、映像は後にカラー放送→ハイビジョン放送に、音声はステレオ放送になった。2024年11月現在、文字多重放送、連動データ放送（2009年4月より）、解説放送（2023年4月より）も実施している。

## 概要
1956年12月に放送を開始した、60年以上の長い歴史を持つ民放ドラマ番組枠。NHKも含めた現存する全てのドラマ枠の中で最も長寿であり、唯一1950年代から継続している。
放送開始当初より2002年9月までは東芝の冠スポンサーであり、『東芝日曜劇場』の名称で放送されていた。
放送開始から36年強は一話完結ものの単発ドラマを放映していたが、1993年4月より連続ドラマの放送枠に移行した。これは1958年から本枠の作品に係わり、プロデューサーとして年間約30本、通算約1100本の作品を手掛けた石井ふく子が身を退きたいと申し入れて本枠を退いたことが企画一新の大きなきっかけである。単発ドラマ時代には、キー局のラジオ東京（KRT）→東京放送（TBS）→TBSテレビだけではなく、TBSを含むJNN基幹局である北海道放送（HBC）・中部日本放送（CBC、現在：CBCテレビ）・毎日放送（MBS）・RKB毎日放送（RKB）の計5局が持ち回りで競作していた。また、次回予告の時もタイトルの後に制作局が表示されていた。稀にこの5局の間で共同制作を行う作品もあった。1975年3月31日の腸捻転ネット解消以前は、MBSではなく当時のネット局であった大阪テレビ放送（OTV）→朝日放送（ABC、現在：朝日放送テレビ）が持ち回り競作に参加していた。
放送される内容は単発ドラマ時代から、放送時期とほぼ同じ時代を舞台とした作品が中心であるが、昭和30年代から40年代を舞台にした『華麗なる一族』（2007年）、『官僚たちの夏』（2009年）、『南極大陸』（2011年）、江戸末期が舞台の『JIN-仁-』（2009年、2011年）、昭和から平成初期が舞台の『とんび』、現代と未来を行き来する『安堂ロイド〜A.I. knows LOVE?〜』（ともに2013年）、明治から昭和40年代が舞台の『天皇の料理番』（2015年）、戦時中が舞台の『この世界の片隅に』（2018年）、平成初期が舞台の『テセウスの船』（2020年）、2年後の未来が舞台の『日本沈没-希望のひと-』（2021年）といった放送時期と異なる時代を舞台とした作品も放送されるようになっている。
単発ドラマ時代から連続ドラマ時代の初期まではオリジナル作の割合が高かったが、21世紀に入ると小説や漫画が原作の作品が多くなり、2010年代からは『半沢直樹』『下町ロケット』などの池井戸潤作の小説や『天皇の料理番』『日本沈没』といった往年の名作小説に加え、『この世界の片隅に』『ドラゴン桜』などの人気漫画が続々と日曜劇場で実写化され人気を博している。
2015年春の改編で、1956年4月から続いていた月曜20時台のドラマ枠（『ナショナル ゴールデン・アワー→ナショナル劇場』→『パナソニック ドラマシアター』→『月曜ミステリーシアター』）が2015年3月で終了し、4月からバラエティ枠（移行一発目は『世にも不思議なランキング なんで?なんで?なんで?』）となったため、TBS及び日本で継続されているドラマ枠の中で最長になった。また、それと同時にTBSが制作しているドラマで唯一、ゴールデンタイムに放送されるドラマとなった。
単発ドラマ時代の1956年から、2020年1月期の『テセウスの船』まで半世紀以上、改編期・報道特別番組を除き放送が1度も途切れる事はなかったが、新型コロナウイルス感染拡大防止による撮影中断の影響で4月期に放送予定だった『半沢直樹』の放送が7月に延期され、新作の放送は休止となり、この間は過去の同枠で放送された作品の再編集版を放送した。
過去にCBCラジオでも同名の「日曜劇場」が放送されていたことがあったが、テレビの「日曜劇場」とは無関係で、内容も異なっていて演芸番組であり、メインスポンサーも東芝ではなく同業他社の三菱電機だった。

## 基本放送時間
- 毎週日曜21:00 - 21:54（JST、改編期や年末年始などの場合を除く）

※ 作品により初回や最終回には時間拡大の場合がある。一部作品では途中回であっても時間拡大を行うものがある。
※ 放送開始以来、基本放送時間は幾度となく変動がみられたが、1973年10月7日以降、現在の時間で定着している。

## 歴史

### 単発ドラマ時代
- 1956年12月2日、「東芝日曜劇場」（とうしばにちようげきじょう）として一話完結の単発ドラマ枠として放映開始。第1回は『舞踊劇 戻橋』（十七代目市村羽左衛門主演）であった。
  - 放送初期には、舞踊劇、歌舞伎作品、新派劇といった古典的ジャンルの作品も多く放送された。変わったところでは、オペラ作品、文士劇（久保田万太郎、北条秀司らが出演）も放送されている。
  - また、初期にはドラマ以外に例外として、アレクサンドラ・ダニロワバレエ団（牧阿佐美バレヱ団との共演）、イヴェット・ジロー、インド政府派遣文化使節（ラヴィ・シャンカルら）といった海外からのアーティストをスタジオに迎えて、舞踊やバレエ、コンサートなどを放送したこともあった。
  - 日本で初めてサスペンスドラマを放送した枠であったが、放送頻度は極めて低く、2時間ドラマが普及した後期にはまったく放送されなくなった。
- 1957年10月20日に『古瀬戸』（CBC制作、依田義賢作）を放送。この作品はKRT→TBS以外の局が初めて制作を行った[4]。
- 1958年11月16日に『マンモスタワー』（森雅之主演）を放送。この映像が、同枠の作品でTBSに現存する最古の映像である[5]。
- 1960年には、番組枠そのものが第8回菊池寛賞を受賞した。
- 1962年11月25日に芸術祭参加作品として、『ひとりっ子』（RKB制作、久野浩平演出）が放送される予定であった。しかし、内容に対してスポンサーが不適当だと判断したという理由により、放送中止となった。しかしながら、テレビ記者会賞の特別賞を受賞した（未放送の作品が受賞するのは、初めてであった[6]）。この作品は、日本民間放送労働組合連合会によって全国各地でスライド上映が行われたほか、舞台化・映画化もされるなど、話題となった。
- 1963年に出版された書籍『愛と死をみつめて』を、翌年に初めて映像化したのがこの番組である。なお、これらの時期に制作されたVTR収録のドラマ（他局含む）は当時のVTRの事情などで、大半が消去されて現存せず（テープが非常に貴重で使い回されていた）、TBSが1960年代に制作したドラマでは希少な現存作品となっている[5]。
- 1967年1月15日放送の「番組10周年記念カラー放送『女と味噌汁』その6」（池内淳子主演）では、TBSのドラマ番組では初のスタジオカラーカメラ及びカラーVTRでの制作となり[7]、その次のカラー制作である同年9月24日放送の「おたふく物語」（森光子主演）では、TBS初のカラー時代劇となった[8]。
- 1968年10月20日放送の『からくりや儀右衛門』（山村聰主演）では、当番組のスポンサーである東芝の創業者、田中久重と妻・よしを中心に蒸気船開発における意気込みをホームドラマ形式で描いたカラー番組として制作[9]。
- 1969年9月21日放送の『ゴンズイとキス』（梓みちよ主演）以降はすべてカラー作品となった。
- 1972年12月31日には、同年4月に逝去した伊志井寛の功績を讃え、名シリーズ『カミさんと私』の最終作（第32回）が再放送された。この年以前にも、12月31日（大晦日）が日曜日となった年には日曜劇場が放送されたことがあり、1967年の『おたふく物語』（森光子主演）と1978年の『きみちゃん』（同年3月19日放送作の再放送。大竹しのぶ主演）の2本が該当する。
  - その逆に1月1日（元日）に放送されたことも3回あり、1967年の『そのまた春や春』（京マチ子主演）と1984年の『めでたくもありめでたくもなし』（古手川祐子主演）、そして1978年放送の総集編『流れゆく日々 -懐かしの名場面集-』が該当する。
- 1973年10月7日放送の『秋のふたり』（池内淳子主演）から放送時間が30分繰り上がり、21時開始に変更された（それまでは時期によって放送時間が変わっていたのと、TBS制作の30分ドラマ放送のため）。
- 1988年3月20日に放送が予定されていた『バッグレディに春が来た!』（CBC制作、山本陽子主演）は、女性ホームレスを題材にした内容であったが、これを問題視した愛知県名古屋市のホームレス支援団体からの抗議により、放送中止となった[注 4]。
- 1993年3月28日の『おんなの家』（第16回）をもって、開始から1877回続いた単発ドラマ枠としての放送が終了した。これと同時に、JNN基幹局の持ち回り制作も終了した。

### 連続ドラマ時代
- 1993年4月の『丘の上の向日葵』以降は、現在の連続ドラマ枠となり[注 5]、これ以降はTBSの単独制作またはTBSと製作プロダクションとの共同制作だけとなる。
- 2002年9月、東芝がスポンサーを降板し[10]、「東芝日曜劇場」としての放送は終了。翌10月からは「日曜劇場」に名称が変更され、現在に至る[注 6]。
- 2018年1月期の『99.9-刑事専門弁護士-SEASONⅡ』で、連続ドラマ枠移行後「100作目」を迎えた[11]。
- 2022年7月期の『オールドルーキー』は1993年に連続ドラマ枠になって以降史上最速の6月下旬に開始した。
- 連続ドラマになってからの主演最多は木村拓哉と田村正和の7回である。続いて、阿部寛の6回、稲垣吾郎・中居正広の4回、篠ひろ子・高橋克典・黒木瞳・唐沢寿明・堺雅人・妻夫木聡の3回である。なお、SMAPは5人で主演を19回務めている（解散後を含む）。
- 連続ドラマになってからは、年末特番増加のため、10月期作品が年内最終週に終わるのが少なくなり、最終週の1週前か中旬に終わるのが多く、2012年の『MONSTERS』に至っては「第46回衆議院議員総選挙」関連選挙特別番組（12月16日）などの影響で12月9日終了と、最も早く終わった（上旬終了は唯一）。一方、2019年10月期作品『グランメゾン東京』は12月29日に終了したが、これは連続ドラマ時代では最も遅く、また現在のTBSの年末編成状態[注 7]ではこれ以上遅くなる事はない。
- 2025年4月現在、視聴率が全話1桁になった作品は存在しない。これは現存する民放のドラマ枠では唯一の記録である。

### スポンサー（2002年10月以降）
- 『日曜劇場』変更後当初のスポンサーは花王・トヨタ・NTTドコモ（以上90秒）・アサヒビール・アサヒ飲料（60秒or30秒）の5社だった。
- 2009年9月をもって花王以外は降板し、2009年10月期の『JIN-仁-』以降は、サントリー・日本生命が新たに加わった。さらに東芝も複数スポンサーの一社として7年ぶりに復帰した。[注 8]
- 2018年3月をもって東芝が再度降板[12]。2018年4月期の『ブラックペアン』（シーズン1）以降は、SUBARUが参加している。
- 拡大放送がある場合、延長時間分は上記とは別に、特別スポンサーが提供するが、『南極大陸』（2011年10月期）や『日本沈没-希望のひと-』（2021年10月期）、『VIVANT』（2023年7月期）のように大幅な拡大放送の場合、22時台の番組（現在は『日曜日の初耳学』・毎日放送制作で同局がスポンサーセールスを行う枠）を休止して、同番組のスポンサーが提供する場合がある。
- 「東芝日曜劇場」時代と同様に劇中にスポンサーの製品が登場することも多い（花王・サントリーの製品、SUBARUの車両など）。

## 単発ドラマ
ここでは、1993年3月までの単発時代に放送された中で、主な作品を紹介する。放送局名のないものはTBS制作。

1967年1月8日放送分までは全てモノクロ、1969年9月21日放送分からは全てカラー。その間のモノクロ・カラー混在期については、カラー放送のみその旨を記す。
- 舞踊劇 戻橋（1956年）
- ぶっつけ本番（1957年）※芸術祭大賞
- カミさんと私（1958年 - 1972年）[5]
- マンモスタワー（1958年）※芸術祭奨励賞[5]
- 雨（1959年、ABC）※芸術祭奨励賞、放送作家協会賞演出者賞
- はちのすの女達（1962年、ABC）
- 煙の王様（1962年）※芸術祭大賞[5]
- 虫は死ね（1963年、HBC）※芸術祭奨励賞[5]
- カルテロ・カルロス日本へ飛ぶ（1963年）※スペインとの共同制作、芸術祭奨励賞[5]
- 愛と死をみつめて（1964年）※初の前後編放送[5]
- 父と子たち（1964年、CBC）※芸術祭大賞[5]
- 土曜と月曜の間（1964年）※イタリア賞[5]
- 時間ですよ（1965年）※1970年より連続ドラマ化
- 女と味噌汁（1965年 - 1980年、混在期一部回カラー[注 9]）[5]
- 天国の父ちゃんこんにちは（1966年 - 1974年・1978年）[5]
- 赤井川家の客間（1967年、CBC）※芸術祭奨励賞[5]
- 子守唄由来（1967年、RKB）※芸術祭奨励賞[5]
- わかれ（1967年、HBC）※芸術祭奨励賞[5]
- おたふく物語（1967年9月24日及び同年12月31日、カラー[13]）
- 鳥が…（1967年11月26日、カラー[14]）※芸術祭奨励賞[5]
- ダンプかあちゃん（1969年 - 1971年、HBC）※日本民間放送連盟賞金賞[5]
- なくてはならぬものがたり （1969年6月22日、カラー）
- 海のあく日（1970年、CBC）※芸術祭大賞[5]
- 下町の女（1970年 - 1974年）
- 24才 その10　六月の花嫁 （1970年6月14日）
- 酒場の扉 （1970年8月2日）
- 黄色いサンダル （1970年8月23日）
- ちんどん日記（1971年1月31日、CBC）
- 続ちんどん日記（1971年5月30日、CBC）
- おりょう（1971年9月26日、CBC）※日本民間放送連盟賞最優秀賞[5]
- さらば夏の日 （脚本：橋田壽賀子、1971年8月22日）
- 心 （1972年4月9日、東芝日曜劇場800回記念番組）
- もしか或る日 （1972年9月10日）
- 祇園花見小路（1973年、CBC）※日本民間放送連盟賞最優秀賞[5]
- 離婚旅行（脚本:藤本義一、1973年2月11日、ABC）
- ばんえい（1973年、HBC）※芸術祭優秀賞[5]
- たけくらべ （1973年7月15日）
- りんりんと（1974年、HBC）
- 灯の橋（1974年、CBC）※芸術祭大賞[5]
- おんなの家（1974年 - 1993年）※最終作は、本番組の単発ドラマ最終作品[5]
- 風は知っている （1974年9月22日）
- うちのホンカンシリーズ（1975年 - 1981年、HBC）※日本民間放送連盟賞最優秀賞[5]
- 秘密（1975年、HBC）
- 終りの一日（1975年、HBC）
- 吾は海の子（1975年8月17日、MBS）※毎日放送が制作に参加した最初の作品[15][16]
- 終りの一日（1975年、HBC）
- 乙姫先生（1976年、HBC）
- 幻の町（1976年、HBC）※1000回記念作品、芸術祭優秀賞[5]
- 春のゆくえ（1976年2月2日、MBS）※1000回記念作品（第1002回）[16]
- 家族（1976年）※1977年 - 1978年に連続ドラマ化
- 渚に死のうと書いたとき（1976年9月26日、MBS）[16]
- バースディ・カード（1977年、HBC）
- ぼくの妹に（1976年 - 1984年）
- 美しい橋（1977年10月2日）
- ゆずり葉（1977年11月6日）
- 愛と人間（1978年1月8日 - 2月12日）※1100回記念作品、全6回をTBS→MBS→CBC→RKB→HBC→TBSの順に制作
- 初恋通りゃんせ  (1978年5月21日、RKB)
- おかしな夫婦（1978年6月25日、HBC）※日本民間放送連盟賞優秀賞
- 若きいのちの日記（1978年7月30日・8月6日）
- こぎとゆかり（1978年11月12日、CBC）※芸術祭優秀賞
- 馬逃げた!（1979年、HBC）
- 雪の大文字 （1979年3月11日、MBS）[17]
- 婚前時代 （1979年4月22日）
- 夏ひらく （1979年7月29日）
- 女たちの忠臣蔵 〜いのち燃ゆる時〜（1979年12月9日）※1200回記念作品、テレビ大賞優秀番組[5]、日曜劇場史上最高視聴率（42.6%）を記録。
- 晴れた日に（1980年、CBC）※芸術祭優秀賞[5]
- あかねの空（1980年、HBC）※芸術祭優秀賞[5]
- おふくろの青春（1980年、HBC）
- およめちゃん （1980年 - 1981年）
- 女の坂道 （1980年7月27日）
- 鼓の女（1981年、CBC）※日本民間放送連盟賞最優秀賞[5]
- 愛情 （1981年2月1日）
- お父さんの地下鉄（1981年8月9日、RKB）※当時開業したばかりの福岡市地下鉄の運転士が主人公となっている。
- ある家族 （1981年11月8日）
- パパのシャンデリア （1981年12月）
- 坂道（1982年、CBC）※芸術祭優秀賞[5]
- 妻の寝顔 （1982年1月10日）
- 夢の鳥（1983年、CBC）※芸術祭優秀賞[5]
- 白いかっぽう着の女 （1983年4月10日）
- 優しい嘘（1985年）
- 花のこころ（1985年）※1500回記念作品[5]
- 夢かける甲子園 （1985年9月1日、MBS）[18]
- じゃがいもと三日月（1985年10月20日・27日、HBC・RKB）※2局共同制作[19][2]
- 春のゆきだるま （1986年1月5日）
- 誰かが来るまで（1986年7月6日、MBS）[20]
- マイフェアねーちゃん （1987年1月18日）
- 芸者と第九交響曲（1987年1月25日）
- サラダ記念日（1987年）
- 好きです・あたし （1987年7月19日）
- 伝言 メッセージ（1988年、HBC・CBC・MBS・RKB）※4局共同制作の「日本列島縦断スペシャル」[5]
- 微笑みの秋 （1988年9月25日）
- 息子よ（1989年）※厚生省中央児童福祉審議会特別賞[5]
- かあちゃんと息子 （1989年8月13日）
- 男を金にする女（1990年1月7日）
- 濡れ落ち葉はいやよ （1990年12月9日）
- サハリンの薔薇（1991年、HBC）※ソビエト連邦共同制作、芸術作品賞[5]
- 私の兄さん （1991年3月3日）
- 華のいろ （1991年6月9日）
- 女ですもん（1992年）
- やっぱり一度は結婚してみたい （1992年4月12日）
- 拝啓、男たちへ (2) 〜 会議が長くて （1992年9月13日）
- 愛のそば （1992年10月25日）
- 愛きらきら （1992年11月22日）
- 娘屋の話 3　雨あがり （1992年12月27日）
- お目にかかれてうれしいわ （1993年1月17日）
- 花のひと （1993年2月28日）
- 愛のいたずら （1993年3月21日）

## 連続ドラマ
連続ドラマ枠に転換された1993年4月以降の作品を紹介する。以下の制作プロダクション記号のないものは東京放送→TBSの単独制作。
- TP：テレパック
- KN：カノックス
- DM→SP：ドリマックス・テレビジョン→TBSスパークル
- KT：共同テレビジョン（共テレ）
- MMJ：メディアミックス・ジャパン
- IC：The icon
- DT：大映テレビ
- CBS： アメリカ合衆国・CBS Corporation
- KI： イスラエル・Keshet International
- F4： カナダ・Facet4 Media
- CR：オフィスクレッシェンド

### 1990年代
|    | 題                       | 開始年・月 | 主演                | 原作（原案） | 主題歌                                  | 平均視聴率 | 最高視聴率 | 備考 |
| -- | ------------------------ | ---------- | ------------------- | ------------ | --------------------------------------- | ---------- | ---------- | ---- |
| 1  | 丘の上の向日葵           | 1993年4月  | 小林薫              | 山田太一     | ガース・ブルックス「想い出にゆれて」    | 12.0%      | 不明       |      |
| 2  | 課長サンの厄年           | 1993年7月  | 萩原健一            | かんべむさし | 布袋寅泰「さらば青春の光」              | 16.2%      | 不明       |      |
| 3  | カミさんの悪口           | 1993年10月 | 田村正和 篠ひろ子   | 村松友視     | チカブーン「春夏秋冬・朝昼夜」          | 19.9%      | 23.7%      |      |
| 4  | スウィート・ホーム       | 1994年1月  | 山口智子 布施博     |              | 小泉今日子「My Sweet Home」             | 20.4%      | 26.9%      |      |
| 5  | ボクの就職               | 1994年4月  | 緒形直人            |              | 忌野清志郎「サラリーマン」              | 16.4%      | 19.6%      |      |
| 6  | オトコの居場所           | 1994年7月  | 三浦友和            |              | 奥居香「奇跡の時」                      | 14.0%      | 不明       |      |
| 7  | お兄ちゃんの選択         | 1994年10月 | 陣内孝則            |              | 城之内ミサ「君の声が聞きたい」          | 11.6%      | 不明       |      |
| 8  | カミさんの悪口2          | 1995年1月  | 田村正和 篠ひろ子   | 村松友視     | 神崎まき「わたしがイチバン!!」          | 20.3%      | 22.1%      |      |
| 9  | きのうの敵は今日も敵     | 1995年4月  | 石田純一            |              | 熊谷幸子「おはよう、ファニーガール」    | 10.2%      | 不明       |      |
| 10 | パパ・サヴァイバル       | 1995年7月  | 堺正章              |              | 藤井フミヤ「ハートブレイク」            | 14.3%      | 不明       |      |
| 11 | 輝け隣太郎               | 1995年10月 | 唐沢寿明            |              | 唐沢寿明&樹木希林「2人のすべて」        | 16.2%      | 不明       |      |
| 12 | 冠婚葬祭部長             | 1996年1月  | 萩原健一            |              | 萩原健一「泣けるわけがないだろう」      | 16.8%      | 不明       |      |
| 13 | その気になるまで         | 1996年4月  | 明石家さんま        |              | イーグルス「ホテル・カリフォルニア」    | 15.2%      | 20.2%      | TP   |
| 14 | ふたりのシーソーゲーム   | 1996年7月  | 中村雅俊 篠ひろ子   |              | SMILE「ジグソーパズル」                 | 13.5%      | 不明       | TP   |
| 15 | Dear ウーマン            | 1996年10月 | 東山紀之 大竹しのぶ |              | 松田聖子「さよならの瞬間」              | 15.7%      | 不明       |      |
| 16 | メロディ                 | 1997年1月  | 小泉今日子          |              | スピッツ「スカーレット」                | 12.6%      | 15.8%      | KN   |
| 17 | 理想の上司               | 1997年4月  | 長塚京三            |              | JEHO「さよなら青春」                    | 14.0%      | 19.7%      |      |
| 18 | オトナの男               | 1997年7月  | 役所広司            |              | 古内東子「大丈夫」                      | 13.9%      | 18.9%      |      |
| 19 | ベストパートナー         | 1997年10月 | 内村光良            |              | 矢沢永吉「あの日のように」              | 17.9%      | 22.2%      | DM   |
| 20 | まかせてダーリン         | 1998年1月  | 陣内孝則 賀来千香子 |              | 石井竜也「リズム」                      | 14.9%      | 20.5%      |      |
| 21 | カミさんなんかこわくない | 1998年4月  | 田村正和            |              | フランク・シナトラ 「COME FLY WITH ME」 | 13.3%      | 18.8%      |      |
| 22 | 海まで5分                | 1998年7月  | 薬丸裕英 沢口靖子   |              | 森高千里「海まで5分」                   | 11.6%      | 14.7%      |      |
| 23 | なにさまっ!              | 1998年10月 | 岸谷五朗            |              | スガシカオ「ぼくたちの日々」            | 12.5%      | 15.6%      |      |
| 24 | サラリーマン金太郎       | 1999年1月  | 高橋克典            | 本宮ひろ志   | THE ALFEE「希望の鐘が鳴る朝に」         | 19.0%      | 20.9%      | DM   |
| 25 | グッドニュース           | 1999年4月  | 中居正広            |              | 布袋寅泰「NOBODY IS PERFECT」           | 11.1%      | 15.9%      |      |
| 26 | ザ・ドクター             | 1999年7月  | 堤真一              |              | BIIR「翼」                              | 10.6%      | 14.7%      | DM   |
| 27 | ヤマダ一家の辛抱         | 1999年10月 | 竹中直人            | 群ようこ     | 郷ひろみ「GOLDFINGER'99」               | 11.5%      | 14.7%      | KN   |

### 2000年代
|    | 題                                  | 開始年・月 | 主演                      | 原作（原案）           | 主題歌                                                               | 平均視聴率 | 最高視聴率 | 備考                                                |
| -- | ----------------------------------- | ---------- | ------------------------- | ---------------------- | -------------------------------------------------------------------- | ---------- | ---------- | --------------------------------------------------- |
| 28 | ビューティフルライフ                | 2000年1月  | 木村拓哉 常盤貴子         |                        | B'z「今夜月の見える丘に」                                            | 32.3%      | 41.3%      |                                                     |
| 29 | サラリーマン金太郎2                 | 2000年4月  | 高橋克典                  | 本宮ひろ志             | TUBE「IN MY DREAM」                                                  | 16.3%      | 17.9%      | DM 本作よりTBSエンタテインメント名義                |
| 30 | 催眠                                | 2000年7月  | 稲垣吾郎                  | 松岡圭祐               | Tina「迷路」                                                         | 10.4%      | 16.7%      | KT                                                  |
| 31 | オヤジぃ。                          | 2000年10月 | 田村正和 黒木瞳           |                        | 花*花「さよなら 大好きな人」                                         | 24.2%      | 28.0%      |                                                     |
| 32 | 白い影 -Love and Life in the White- | 2001年1月  | 中居正広                  | 渡辺淳一               | 竹内まりや「真夜中のナイチンゲール」                                 | 20.3%      | 23.8%      |                                                     |
| 33 | Love Story                          | 2001年4月  | 中山美穂 豊川悦司         |                        | スピッツ「遥か」                                                     | 21.0%      | 24.3%      |                                                     |
| 34 | 恋がしたい恋がしたい恋がしたい      | 2001年7月  | 渡部篤郎                  |                        | カーペンターズ「レインボウ・コネクション」                           | 17.5%      | 21.9%      |                                                     |
| 35 | ガッコの先生                        | 2001年10月 | 堂本剛                    |                        | KinKi Kids「Hey! みんな元気かい?」                                   | 14.4%      | 17.1%      |                                                     |
| 36 | サラリーマン金太郎3                 | 2002年1月  | 高橋克典                  | 本宮ひろ志             | 高橋克典「熱くなれ!」                                                | 15.5%      | 17.1%      | DM                                                  |
| 37 | ヨイショの男                        | 2002年4月  | 稲垣吾郎                  |                        | MATCHY with O.A.I 「ヨイショ!'02〜日本の皆さんホメていきまショー〜」 | 10.0%      | 14.4%      | MMJ                                                 |
| 38 | 太陽の季節                          | 2002年7月  | 滝沢秀明                  | 石原慎太郎             | 滝沢秀明「キ・セ・キ」                                               | 13.6%      | 17.2%      | 本作よりハイビジョン制作 ここまで『東芝日曜劇場』枠 |
| 39 | おとうさん                          | 2002年10月 | 田村正和                  |                        | CUNE「クローバー」                                                   | 16.5%      | 19.2%      | ここから『日曜劇場』枠（複数社提供）                |
| 40 | GOOD LUCK!!                         | 2003年1月  | 木村拓哉                  |                        | 山下達郎「RIDE ON TIME」                                             | 30.6%      | 37.6%      |                                                     |
| 41 | 笑顔の法則                          | 2003年4月  | 竹内結子                  |                        | 柴咲コウ「眠レナイ夜ハ眠ラナイ夢ヲ」                                 | 13.3%      | 19.1%      |                                                     |
| 42 | 元カレ                              | 2003年7月  | 堂本剛                    |                        | KinKi Kids「薄荷キャンディー」                                       | 15.7%      | 18.6%      |                                                     |
| 43 | 末っ子長男姉三人                    | 2003年10月 | 深津絵里 岡田准一         |                        | ポルノグラフィティ「愛が呼ぶほうへ」                                 | 14.5%      | 18.6%      |                                                     |
| 44 | 砂の器                              | 2004年1月  | 中居正広                  | 松本清張               | DREAMS COME TRUE「やさしいキスをして」                               | 19.6%      | 26.3%      |                                                     |
| 45 | オレンジデイズ                      | 2004年4月  | 妻夫木聡 柴咲コウ         |                        | Mr.Children「Sign」                                                  | 17.4%      | 23.0%      |                                                     |
| 46 | 逃亡者 RUNAWAY                      | 2004年7月  | 江口洋介                  |                        | 松たか子「時の舟」                                                   | 14.3%      | 16.2%      |                                                     |
| 47 | 夫婦。                              | 2004年10月 | 田村正和 黒木瞳           |                        | 森山良子 「あなたが好きで〜04年シングル・ヴァージョン〜」            | 15.7%      | 18.1%      | 本作よりTBSテレビ名義                               |
| 48 | Mの悲劇                             | 2005年1月  | 稲垣吾郎                  |                        | Sister Q「Night and Day」                                            | 12.6%      | 14.0%      |                                                     |
| 49 | あいくるしい                        | 2005年4月  | 市原隼人                  |                        | Michael Jackson「ベンのテーマ」                                      | 11.8%      | 17.3%      |                                                     |
| 50 | いま、会いにゆきます                | 2005年7月  | ミムラ 成宮寛貴           | 市川拓司               | ORANGE RANGE「キズナ」                                               | 11.1%      | 15.2%      |                                                     |
| 51 | 恋の時間                            | 2005年10月 | 黒木瞳                    |                        | mihimaru GT「恋する気持ち」                                          | 10.3%      | 13.3%      |                                                     |
| 52 | 輪舞曲                              | 2006年1月  | 竹野内豊 チェ・ジウ       |                        | 絢香「I believe」 RUI「さよなら3」                                   | 15.9%      | 20.0%      |                                                     |
| 53 | おいしいプロポーズ                  | 2006年4月  | 長谷川京子                |                        | 伴都美子「Flower」                                                   | 12.0%      | 14.1%      |                                                     |
| 54 | 誰よりもママを愛す                  | 2006年7月  | 田村正和                  |                        | 福耳「惑星タイマー」                                                 | 10.5%      | 13.4%      |                                                     |
| 55 | 鉄板少女アカネ!!                    | 2006年10月 | 堀北真希                  | 青木健生・ありがひとし | ORANGE RANGE「SAYONARA」                                             | 8.8%       | 11.0%      | DM                                                  |
| 56 | 華麗なる一族                        | 2007年1月  | 木村拓哉                  | 山崎豊子               |                                                                      | 24.4%      | 30.4%      | TBS開局55周年記念ドラマ                             |
| 57 | 冗談じゃない!                       | 2007年4月  | 織田裕二 上野樹里         |                        | 織田裕二「Hug, Hug」                                                 | 13.5%      | 19.4%      |                                                     |
| 58 | パパとムスメの7日間                 | 2007年7月  | 舘ひろし                  | 五十嵐貴久             | YUKI「星屑サンセット」                                               | 13.9%      | 16.7%      |                                                     |
| 59 | ハタチの恋人                        | 2007年10月 | 明石家さんま 長澤まさみ   |                        | ザ・ピペッツ「恋ってカンジ!?」                                       | 8.3%       | 13.0%      |                                                     |
| 60 | 佐々木夫妻の仁義なき戦い            | 2008年1月  | 稲垣吾郎                  |                        | SMAP「そのまま」                                                     | 10.9%      | 17.3%      |                                                     |
| 61 | 猟奇的な彼女                        | 2008年4月  | 草彅剛                    | キム・ホシク           | 米米CLUB「つ・よ・が・り」                                           | 8.3%       | 13.5%      |                                                     |
| 62 | Tomorrow〜陽はまたのぼる〜          | 2008年7月  | 竹野内豊 菅野美穂         |                        | 星村麻衣「ひかり」                                                   | 12.6%      | 16.8%      |                                                     |
| 63 | SCANDAL                             | 2008年10月 | 鈴木京香                  |                        | 福原美穂「LOVE 〜winter song〜」                                     | 13.1%      | 16.9%      |                                                     |
| 64 | 本日も晴れ。異状なし                | 2009年1月  | 坂口憲二                  |                        | 秋川雅史「ねがい」                                                   | 8.2%       | 12.4%      | 本作まで二重クレジット                              |
| 65 | ぼくの妹                            | 2009年4月  | オダギリジョー 長澤まさみ |                        | いきものがかり「ふたり」                                             | 7.9%       | 12.2%      |                                                     |
| 66 | 官僚たちの夏                        | 2009年7月  | 佐藤浩市                  | 城山三郎               | コブクロ「STAY」                                                     | 9.1%       | 14.5%      | 24pフィルムライクエフェクトによる収録               |
| 67 | JIN-仁-                             | 2009年10月 | 大沢たかお                | 村上もとか             | MISIA「逢いたくていま」                                              | 19.0%      | 25.3%      | スポンサー入れ替え                                  |

### 2010年代
|     | 題                               | 開始年・月 | 主演                      | 原作（原案）                                           | 主題歌                                            | キャッチコピー                                                                                          | 平均視聴率 | 最高視聴率 | 備考                                                                 |
| --- | -------------------------------- | ---------- | ------------------------- | ------------------------------------------------------ | ------------------------------------------------- | --- | ---------- | ---------- | -------------------------------------------------------------------- |
| 68  | 特上カバチ!!                     | 2010年1月  | 櫻井翔（嵐） 堀北真希     | 田島隆 東風孝広 青木雄二プロダクション 『カバチタレ!』 | 嵐「Troublemaker」                                | 「法律なんかに負けてたまるか!」                                                                         | 9.3%       | 12.9%      |                                                                      |
| 69  | 新参者                           | 2010年4月  | 阿部寛                    | 東野圭吾                                               | 山下達郎 「街物語（まちものがたり）」             | 「犯人はこの中にいる…」                                                                                 | 15.2%      | 21.0%      | 同シリーズが2011年・2014年にスペシャルドラマ、2012年・2018年に映画化 |
| 70  | GM〜踊れドクター                 | 2010年7月  | 東山紀之                  |                                                        | 関ジャニ∞ 「LIFE〜目の前の向こうへ〜」            | 「身体に触れずに、あなたの病気を解明します。」                                                          | 10.1%      | 13.3%      |                                                                      |
| 71  | 獣医ドリトル                     | 2010年10月 | 小栗旬                    | 夏緑 ちくやまきよし                                    | 小田和正 「グッバイ」                             | 「ペットは、癒しか。ビジネスか。」                                                                      | 13.5%      | 16.0%      |                                                                      |
| 72  | 冬のサクラ                       | 2011年1月  | 草彅剛（SMAP）            |                                                        | 山下達郎 「愛してるって言えなくたって」           | 「この愛は、是か非か。」                                                                                | 14.0%      | 16.1%      |                                                                      |
| 73  | JIN-仁-完結編                    | 2011年4月  | 大沢たかお                | 村上もとか                                             | 平井堅 「いとしき日々よ」                         | 「先生、未来の江戸も美しき町ですか?」                                                                   | 21.3%      | 26.1%      | TBS開局60周年記念ドラマ                                              |
| 74  | 華和家の四姉妹                   | 2011年7月  | 観月ありさ                | 柴門ふみ                                               | 観月ありさ 「星の果て」                           | 「女のしあわせは、イスとりゲームだ。」                                                                  | 11.5%      | 13.5%      |                                                                      |
| 75  | 南極大陸                         | 2011年10月 | 木村拓哉（SMAP）          | （北村泰一）                                           | 中島みゆき 「荒野より」                           | 「その夢には、日本を変える力がある」                                                                    | 18.0%      | 22.2%      | TBS開局60周年記念ドラマ                                              |
| 76  | 運命の人                         | 2012年1月  | 本木雅弘                  | 山崎豊子                                               |                                                   | 「未来は変えられるのか-日本中を揺るがせた大事件の裏側には、1人の男と2人の女の秘められた真実があった。」 | 12.0%      | 14.1%      |                                                                      |
| 77  | ATARU                            | 2012年4月  | 中居正広（SMAP）          | -                                                      | 椎名林檎 「自由へ道連れ」                         | | 15.6%      | 19.9%      | 2013年に映画化                                                       |
| 78  | サマーレスキュー〜天空の診療所〜 | 2012年7月  | 向井理                    | -                                                      | Superfly 「輝く月のように」                       | 「標高2,500メートル。この診療所には医療の原点がある。」                                                 | 10.1%      | 14.7%      | IC                                                                   |
| 79  | MONSTERS                         | 2012年10月 | 香取慎吾（SMAP） 山下智久 | -                                                      | The MONSTERS「MONSTERS」                          | | 11.9%      | 13.8%      |                                                                      |
| 80  | とんび                           | 2013年1月  | 内野聖陽                  | 重松清                                                 | 福山雅治 「誕生日には真白な百合を」               | 「どうしようもなく不器用な父が、ただ一つ、僕を精一杯愛してくれた30年の物語」                            | 15.5%      | 20.3%      |                                                                      |
| 81  | 空飛ぶ広報室                     | 2013年4月  | 新垣結衣                  | 有川浩                                                 | 安室奈美恵「Contrail」                            | 「なりたいものになれなくても、別のなにかになれる」                                                      | 12.6%      | 15.3%      |                                                                      |
| 82  | 半沢直樹 （2013年版）            | 2013年7月  | 堺雅人                    | 池井戸潤 『半沢直樹シリーズ』                          |                                                   | 「クソ上司め、覚えていやがれ!」                                                                         | 28.7%      | 42.2%      | 2020年に同枠で続編が放送                                             |
| 83  | 安堂ロイド〜A.I. knows LOVE?〜   | 2013年10月 | 木村拓哉（SMAP）          |                                                        | 竹内まりや 「Your Eyes」                          | | 12.8%      | 19.2%      |                                                                      |
| 84  | S -最後の警官-                   | 2014年1月  | 向井理                    | 小森陽一 藤堂裕                                        | MISIA 「僕はペガサス 君はポラリス」               | 「痛みを抱いて、守る力は強くなる」                                                                      | 14.2%      | 18.9%      | 2015年に映画化                                                       |
| 85  | ルーズヴェルト・ゲーム           | 2014年4月  | 唐沢寿明                  | 池井戸潤                                               |                                                   | 「辞令、奇跡を起こせ」                                                                                  | 14.5%      | 17.6%      |                                                                      |
| 86  | おやじの背中                     | 2014年7月  | （週替わり）              | -                                                      |                                                   | 「10人の脚本家と10人の名優が贈る、10の物語」                                                            | 9.4%       | 15.3%      | オムニバス形式                                                       |
| 87  | ごめんね青春!                    | 2014年10月 | 錦戸亮 （関ジャニ∞）      | -                                                      | 関ジャニ∞ 「言ったじゃないか」                    | 「青春ほど楽しい授業はなかった。」                                                                      | 7.7%       | 10.1%      | -                                                                    |
| 88  | 流星ワゴン                       | 2015年1月  | 西島秀俊 香川照之         | 重松清                                                 | サザンオールスターズ 「イヤな事だらけの世の中で」 | 「父は一人の人間で、きっと俺の親友でした。」                                                            | 10.3%      | 11.7%      | -                                                                    |
| 89  | 天皇の料理番                     | 2015年4月  | 佐藤健                    | 杉森久英                                               | さだまさし 「夢見る人」                           | 「どうしてこんなにも愛があふれているんだろう。」                                                        | 14.9%      | 17.7%      | TBSテレビ60周年特別企画                                              |
| 90  | ナポレオンの村                   | 2015年7月  | 唐沢寿明                  | （高野誠鮮）                                           | 平井堅 「君の鼓動は君にしか鳴らせない」           | 「この村の辞書に不可能という文字はない。」                                                              | 9.0%       | 12.7%      | -                                                                    |
| 91  | 下町ロケット （2015年版）        | 2015年10月 | 阿部寛                    | 池井戸潤 『下町ロケット』                              |                                                   | 「夢にまっすぐ。」                                                                                      | 18.5%      | 22.3%      | 2018年に同枠で続編が放送                                             |
| 92  | 家族ノカタチ                     | 2016年1月  | 香取慎吾（SMAP）          | -                                                      | ellie「Unpredictable Story」                      | | 9.0%       | 10.3%      |                                                                      |
| 93  | 99.9-刑事専門弁護士-             | 2016年4月  | 松本潤（嵐）              | -                                                      | 嵐「Daylight」                                    | 「無実を証明できる確率、0.1%」                                                                          | 17.2%      | 19.1%      | 2018年に同枠で続編が放送 2021年に映画化                              |
| 94  | 仰げば尊し                       | 2016年7月  | 寺尾聰                    | （石川高子）                                           | BUMP OF CHICKEN 「アリア」                        | 「あなたと逢えて起きたキセキ」                                                                          | 10.5%      | 12.2%      |                                                                      |
| 95  | IQ246〜華麗なる事件簿〜          | 2016年10月 | 織田裕二                  | -                                                      |                                                   | 「これ、私が解くに値する事件か?」                                                                       | 10.5%      | 13.1%      |                                                                      |
| 96  | A LIFE〜愛しき人〜               | 2017年1月  | 木村拓哉                  | -                                                      | B'z「Still Alive」                                | 「あなたを救うために、生きてきた。」                                                                    | 14.5%      | 16.0%      |                                                                      |
| 97  | 小さな巨人                       | 2017年4月  | 長谷川博己                | -                                                      | 平井堅 「ノンフィクション」                       | 「敵は味方のフリをする」                                                                                | 15.7%      | 20.1%      |                                                                      |
| 98  | ごめん、愛してる                 | 2017年7月  | 長瀬智也（TOKIO）         | イ ギョンヒ                                            | 宇多田ヒカル「Forevermore」                       | 「一瞬でもいい、幸せになりたい。」                                                                      | 9.7%       | 12.8%      |                                                                      |
| 99  | 陸王                             | 2017年10月 | 役所広司                  | 池井戸潤                                               | 劇中歌： Little Glee Monster「Jupiter」「糸」     | 「自分を変える、覚悟はあるか。」                                                                        | 16.0%      | 20.5%      |                                                                      |
| 100 | 99.9-刑事専門弁護士- SEASON II   | 2018年1月  | 松本潤（嵐）              |                                                        | 嵐 「Find The Answer」                            | 「帰ってくる。再び0.1%に挑むために。」                                                                  | 17.6%      | 21.0%      | 2021年に映画化                                                       |
| 101 | ブラックペアン （シーズン1）     | 2018年4月  | 二宮和也（嵐）            | 海堂尊 『ブラックペアン1988」                          | 小田和正 「この道を」                             | 「片っ端から、救ってやるよ。」                                                                          | 14.3%      | 18.6%      | 2024年に同枠で続編が放送                                             |
| 102 | この世界の片隅に                 | 2018年7月  | 松本穂香 松坂桃李         | こうの史代                                             | -                                                 | 「いま向いている方が、前なんだ」                                                                        | 9.7%       | 10.9%      |                                                                      |
| 103 | 下町ロケット （2018年版）        | 2018年10月 | 阿部寛                    | 池井戸潤                                               | -                                                 | 「宇宙から大地へ!」                                                                                     | 13.6%      | 16.6%      |                                                                      |
| 104 | THE GOOD WIFE / グッドワイフ     | 2019年1月  | 常盤貴子                  | 『The Good Wife』（CBS Corporation製作）               | BUMP OF CHICKEN「Aurora」                         | 「立ち向かえ、法廷と理不尽に」                                                                          | 9.7%       | 11.5%      | CBS                                                                  |
| 105 | 集団左遷!!                       | 2019年4月  | 福山雅治                  | 江波戸哲夫『新装版 銀行支店長』『集団左遷』            | エレファントカシマシ 「俺たちの明日」             | 「いざ、令和最初の下剋上だ」                                                                            | 10.5%      | 13.8%      | -                                                                    |
| 106 | ノーサイド・ゲーム               | 2019年7月  | 大泉洋                    | 池井戸潤                                               | 米津玄師「馬と鹿」                                | 「誇れる自分であれ。」                                                                                  | 12.0%      | 13.8%      | -                                                                    |
| 107 | グランメゾン東京                 | 2019年10月 | 木村拓哉                  |                                                        | 山下達郎 「RECIPE（レシピ）」                     | 「自分だけの星を掴め。」                                                                                | 12.9%      | 16.4%      | 2024年に映画化                                                       |

### 2020年代
|       | 題                                             | 開始年・月 | 主演       | 原作（原案）                                   | 主題歌                                                                 | キャッチコピー                                                        | 平均視聴率 | 最高視聴率 | 備考                                                                                    |
| ----- | ---------------------------------------------- | ---------- | ---------- | ---------------------------------------------- | ---------------------------------------------------------------------- | --------------------------------------------------------------------- | ---------- | ---------- | --------------------------------------------------------------------------------------- |
| 108   | テセウスの船                                   | 2020年1月  | 竹内涼真   | 東元俊哉                                       | Uru 「あなたがいることで」                                             | 「時代を超えた 父と子の奇跡」                                         | 13.4%      | 19.6%      | DT                                                                                      |
| 109   | 半沢直樹（2020年版）                           | 2020年7月  | 堺雅人     | 池井戸潤 『半沢直樹シリーズ』                  |                                                                        |                                                                       | 24.7%      | 32.7%      | 当初は同年4月期に放送予定だったが、新型コロナウイルス感染症の影響で1クール延期。        |
| 110   | 危険なビーナス                                 | 2020年10月 | 妻夫木聡   | 東野圭吾                                       | back number 「エメラルド」                                             | 「三十億円の遺産、失踪した弟、そして「妻」を名乗る女」                | 11.5%      | 14.1%      | KT                                                                                      |
| 111   | 天国と地獄〜サイコな2人〜                      | 2021年1月  | 綾瀬はるか |                                                | 手嶌葵 「ただいま」                                                    |                                                                       | 15.3%      | 20.1%      |                                                                                         |
| 112   | ドラゴン桜（2021年版）                         | 2021年4月  | 阿部寛     | 三田紀房 『ドラゴン桜』                        |                                                                        | 「時代に負けるな 今こそ、動け!」                                      | 14.8%      | 20.4%      | 2005年7月期に「金曜ドラマ」枠で放送された作品（当時MMJ）の続編                          |
| 113   | TOKYO MER〜走る緊急救命室〜                    | 2021年7月  | 鈴木亮平   |                                                | GReeeeN 「アカリ」                                                     | 「待ってるだけじゃ、助けられない命がある」                            | 13.6%      | 19.5%      | 2023年・2025年に映画化 制作協力：DT（ノンクレジット）                                   |
| 114   | 日本沈没-希望のひと-                           | 2021年10月 | 小栗旬     | 小松左京 『日本沈没』                          | 菅田将暉 「ラストシーン」                                              | 「信じられるリーダーはいるか。」                                      | 15.8%      | 16.9%      | 国産ドラマ初の試みとして、動画配信サービスNetflixでの各週配信を実施。                   |
| 115   | DCU                                            | 2022年1月  | 阿部寛     | -                                              | Lizabet「Another Day Goes By」                                         | 「水は嘘をつかない」                                                  | 14.4%      | 16.8%      | 共同制作：KI・F4                                                                        |
| 116   | マイファミリー                                 | 2022年4月  | 二宮和也   | -                                              | Uru 「それを愛と呼ぶなら」                                             | 「今こそ、家族を守れ!」                                               | 12.9%      | 16.4%      | 本作よりリアルタイム配信を開始。                                                        |
| 117   | オールドルーキー                               | 2022年6月  | 綾野剛     | -                                              | King Gnu 「雨燦々」                                                    | 「夢が終わった、人生がはじまった」                                    | 10.4%      | 11.6%      | SP                                                                                      |
| 118   | アトムの童                                     | 2022年10月 | 山﨑賢人   | -                                              | -                                                                      | 「創ってやるよ、本物の熱狂（ゲーム）を」                              | 9.6%       | 10.6%      |                                                                                         |
| 119   | Get Ready!                                     | 2023年1月  | 妻夫木聡   | -                                              | -                                                                      | 「救われたければ、生き直せ」                                          | 9.4%       | 10.9%      | 制作協力：CR                                                                            |
| 120   | ラストマン-全盲の捜査官-                       | 2023年4月  | 福山雅治   | -                                              | 挿入歌： 神はサイコロを振らない「修羅の巷」                            | 「ふたりなら、無敵」                                                  | 12.9%      | 14.7%      | 2025年に映画化 本作より解説放送を開始。本作からプログレッシブカメラでの制作に完全移行。 |
| 121   | VIVANT                                         | 2023年7月  | 堺雅人     | 福澤克雄                                       |                                                                        | 「敵か味方か 味方か敵か」                                             | 14.3%      | 19.6%      | 2026年に同枠で続編が放送予定                                                            |
| 122   | 下剋上球児                                     | 2023年10月 | 鈴木亮平   | （菊地高弘）                                   | Superfly「Ashes」                                                      |                                                                       | 09.6%      | 10.8%      | SP                                                                                      |
| 123   | さよならマエストロ〜父と私のアパッシオナート〜 | 2024年1月  | 西島秀俊   | -                                              | アイナ・ジ・エンド 「宝者」                                            | 「音楽なんて好きにならなければよかった。」 「響け、あなたの心まで。」 | 10.7%      | 11.4%      | -                                                                                       |
| 124   | アンチヒーロー                                 | 2024年4月  | 長谷川博己 | -                                              | milet「hanataba」                                                      | 「殺人犯へ、あなたを無罪にして差し上げます。」                        | 10.8%      | 12.8%      | -                                                                                       |
| 125   | ブラックペアン （シーズン2）                   | 2024年7月  | 二宮和也   | 海堂尊                                         | 小田和正 「その先にあるもの」                                          | 「手術じゃない。これは芸術だ。」                                      | 11.3%      | 12.0%      | -                                                                                       |
| 126   | 海に眠るダイヤモンド                           | 2024年10月 | 神木隆之介 | -                                              | King Gnu 「ねっこ」                                                    | 「あの頃 人々は 輝いていた」                                          | 8.3%       | 11.0%      | -                                                                                       |
| 127   | 御上先生                                       | 2025年1月  | 松坂桃李   | -                                              | ONE OK ROCK「Puppets Can't Control You」                               | 「-辞令、日本教育の破壊を俺に命ずる-」                                | 10.7%      | 12.2%      | -                                                                                       |
| 128   | キャスター                                     | 2025年4月  | 阿部寛     | -                                              | 主題歌： tuki. 「騙シ愛」 劇中歌： tuki. 「ストレンジャーズ」 「声命」 | 「こいつら、型破り。」                                                | 11.0%      | 14.2%      | -                                                                                       |
| 129   | 19番目のカルテ                                 | 2025年7月  | 松本潤     | 富士屋カツヒト 『19番目のカルテ 徳重晃の問診』 | あいみょん「いちについて」                                             | 「ひとを、診る人。」                                                  |            |            | SP                                                                                      |
| 130   | ザ・ロイヤルファミリー                         | 2025年10月 | 妻夫木聡   | 早見和真                                       |                                                                        |                                                                       |            |            |                                                                                         |
| 131   |                                                |            |            |                                                |                                                                        |                                                                       |            |            |                                                                                         |
| . . . |                                                |            |            |                                                |                                                                        |                                                                       |            |            |                                                                                         |
| ?     | VIVANT （シーズン2）                           | 2026年     | 堺雅人     | 福澤克雄                                       |                                                                        |                                                                       |            |            |                                                                                         |

## 歴代視聴率10傑
ここでは連続ドラマ枠に転換された1993年4月以降のデータについて記す。数値はビデオリサーチ調べ、関東地区・世帯・リアルタイム。

### 平均視聴率
（2021年3月期まで現在）
| 順位 | タイトル             | 放送年 | 平均視聴率 |
| ---- | -------------------- | ------ | ---------- |
| 1位  | ビューティフルライフ | 2000年 | 32.3%      |
| 2位  | GOOD LUCK!!          | 2003年 | 30.6%      |
| 3位  | 半沢直樹（2013年版） | 2013年 | 28.7%      |
| 4位  | 半沢直樹（2020年版） | 2020年 | 24.7%      |
| 5位  | 華麗なる一族         | 2007年 | 24.4%      |
| 6位  | オヤジぃ。           | 2000年 | 24.2%      |
| 7位  | JIN-仁-完結編        | 2011年 | 21.3%      |
| 8位  | Love Story           | 2001年 | 21.0%      |
| 9位  | スウィート・ホーム   | 1994年 | 20.4%      |
| 10位 | 白い影               | 2001年 | 20.3%      |

### 最高視聴率
（2021年3月期まで現在）
| 順位 | タイトル             | 放送年 | 最高視聴率      |
| ---- | -------------------- | ------ | --------------- |
| 1位  | 半沢直樹（2013年版） | 2013年 | 42.2%（最終話） |
| 2位  | ビューティフルライフ | 2000年 | 41.3%（最終話） |
| 3位  | GOOD LUCK!!          | 2003年 | 37.6%（最終話） |
| 4位  | 半沢直樹（2020年版） | 2020年 | 32.7%（最終話） |
| 5位  | 華麗なる一族         | 2007年 | 30.4%（最終話） |
| 6位  | オヤジぃ。           | 2000年 | 28.0%（最終話） |
| 7位  | スウィート・ホーム   | 1994年 | 26.9%（最終話） |
| 8位  | 砂の器               | 2004年 | 26.3%（第一話） |
| 9位  | JIN-仁-完結編        | 2011年 | 26.1%（最終話） |
| 10位 | JIN-仁-              | 2009年 | 25.3%（最終話） |

なお、単発ドラマ枠時代の最高視聴率作品は『女たちの忠臣蔵』（1979年12月9日）の42.6%である。

## 東芝日曜劇場として
前述したが、1956年12月からスタート以来2002年9月までは、東芝グループによる一社提供の「東芝日曜劇場」という名称であった。
放送開始当時の東芝が放映するCMは、家庭向けの白物家電が中心であり、それに合わせて内容も視聴者年齢層が比較的高い、極めて保守的なホームドラマがメインであったが、サスペンスやミステリードラマも少なからず放映していた。ドラマの場面に登場する冷蔵庫や炊飯器、電話機などの家電品はもちろん、タクシーやトラックに付いていた無線機、そして収録スタジオで使用されたテレビカメラや2インチVTR（東芝アンペックス）までもがすべて東芝製で、壁に掛けられていたカレンダーも東芝が内外に配布している（東芝の企業ロゴ入り）ものであった。珍しいところでは、1996年6月16日放送の『その気になるまで』第11話に登場した町工場に置かれていた工業用エアコンプレッサー（ブランド名：TOSCON）も、東芝（現在：東芝三菱電機産業システム（TMEIC））製であった。
連続ドラマ枠となって以降は、東芝の主力商品もこの頃から白物家電からパソコンや情報通信機器にシフトしたため、広告戦略の点からもドラマの内容が徐々にサラリーマン向け、その後さらに若者向けのものに移行していった。東芝の一社提供終了後も、この路線は継続している。
なお、放送時間が拡大された場合も、「パナソニック ドラマシアター」や「日立 世界・ふしぎ発見!」（いずれも、現在は放送終了）と同様、他スポンサーへの交代やスポットCMを挿入せずに、東芝単独で放送されていた。
当時この番組に限り、東芝グループ各社がスクロールで紹介される、30秒間ないし60秒間のCMが放映されており1984年頃（「東芝」社名変更）からはセーリングの映像をバックに、1990年の「人と、地球の、明日のために。」制定から1993年3月までは徐々に地球にズームインし最後はパラシュートで海に落下するバージョンと少女が鳩を放し空撮の映像になり最後は地球が映るバージョンの2種類があり、CM曲は「ペイネ愛の世界旅行」（唄：デミス・ルソス）だった。1993年4月からは映像がリニューアルされ「海と地球と椅子達」編に変更と同時にCM曲も「いっぱいキスしよう」（唄：山下久美子）に変更された。このバージョンについては冒頭に口笛が入る。1995年頃にBGMも変更された。さらに最末期の2000年からは東芝グループの企業姿勢を表す映像に変更され、最後には先代と変わらず地球をバックに「人と、地球の、明日のために。東芝グループ」と終わるバージョンが存在し、曲もインストゥルメンタルの曲に変更された。
本編の前中後に東芝製品の生コマーシャルが挿入された。
一時期ではあるが、本編終了後には自社のステレオ装置から奏でる音楽をバックに押阪が次回作の主演女優から見どころと意気込みを聞くと言う次回予告を兼ねた「魅惑のコーナー」もあった。
1970年代からはこの番組のみのCMとして、生コマーシャルのスタイルを取り入れた「リビングスポット」と称したシリーズも存在した。
各話オープニングクレジットの最後にTOSHIBA（1980年代初頭までは傘マーク）ロゴが表示されていた。また、本編開始から数分経過した時点で"東芝日曜劇場"（1987年頃まではロゴ風、以降はナールフォント）の文字が数秒間画面下部に表示されていた（表示開始時期は不明）。

### オープニング
開始当初から1967年9月までは前身の東京電気時代からブランドとして使用していた「マツダ」のCMソング「マツダランプの歌」（作詞：原田スズヨ、補作：西條八十、作曲：米山正夫）が、1967年10月から1986年3月までは、「光る東芝の歌」（オープニングキャッチ、作曲：越部信義）が冒頭に歌われていたが、その後は通常の歌が冒頭で歌われるようになる。
タイトルバック前にはカウキャッチャーとして東芝製品のCMがあったが、東芝日曜劇場後期はなくなる。
単発時代にはこのオープニングとは別に本編冒頭のスタッフロールの際、制作著作クレジットに続いて改めて東芝のロゴマークと「東芝日曜劇場」のロゴを出していた。
- 初代（1956年12月 - 1967年9月） … 映像：当時の東芝本社ビル（後の銀座TSビル。現存せず。跡地には東急プラザ銀座が建設）のネオンサイン（モノクロ・実写・フィルム録画）/音楽：「マツダランプの歌」（作詞：原田スズヨ 補作詞：西條八十 作曲：米山正夫 唄：ダークダックス）
- 2代目（1967年10月 - 1979年9月） … 映像：未来都市（カラー・合成特撮・フィルム録画）/音楽:「光る東芝の歌」（唄：デューク・エイセス）
  - このバージョンからカラーとなる。また開始時期は不明だが、「東芝日曜劇場」のタイトルの下方に「第○○○回」と挿入する形で放送回数を表示。
  - このバージョンの途中から「東芝日曜劇場」の文字がロゴ風に変わる。
  - このバージョンまでは、以前の東芝ロゴ（「Toshiba」と描かれたもの。通称：傘ロゴ）が使用された。
- 3代目（1979年10月 - 1986年3月） … 映像：昇る朝日と家族のシルエット/音楽：「光る東芝の歌'79」（唄：家族の合唱）
  - このバージョンの途中から音声がステレオになった。
  - このバージョンでも放送回数の表示は継続。
  - 東芝ロゴについては傘ロゴではない旧英字ロゴ（横長ロゴ）→2022年現在でも使われる現行の英字ロゴへと変遷した。
- 4代目（1986年4月 - 1993年9月） … 映像：昇る朝日と家族のシルエット/音楽:「愛のめぐり逢い」（唄：ジュディ・オング）[注 15]
  - 映像は3代目と変わっておらず、このバージョンでも「東芝日曜劇場」の文字はロゴ風だった。
  - 途中から「東芝日曜劇場」の文字がナールフォントに変わった。
  - 途中から「東芝日曜劇場」のナールフォント文字が画面奥からズームアップするようになった。
  - 単発時代の最終回まで放送回数を表示。
  - レギュラー路線移行後は「東芝日曜劇場」の文字が斜面上に変更。
- 5代目 （1993年10月 - 2001年3月） … 映像：海と地球/音楽:「いつまでも」（唄：大貫妙子）
  - 現在でも、同曲のインストゥルメンタル版が東芝家電ご相談センターの保留音として使われている。
- 6代目（2001年4月 - 2002年9月） … 映像：不明/音楽：不明
  - 東芝日曜劇場としての最終バージョンであり、複数社提供以降はオープニングキャッチが無くなった。

#### オープニングの提供読み
- 初代：「マツダランプや東芝モートルでお馴染みの東芝が毎週日曜日の夜お送りする、東芝日曜劇場。」(ナレーションは不明)
- 2代目：「カラーでお送りする、東芝日曜劇場。」（ナレーションは不明）→「明日をつくる技術の東芝がお送りする、東芝日曜劇場。」（押阪忍のナレーション）
- 3代目：「明日をつくる技術の東芝がお送りする、東芝日曜劇場。」→「エネルギーとエレクトロニクスの東芝がお送りする、東芝日曜劇場。」（引き続き、押阪忍のナレーション）
- 4代目：「先端技術を暮らしの中に…E&Eの東芝がお送りする、東芝日曜劇場。」（小幡研二のナレーション）
- 5代目：「東芝日曜劇場。人と、地球の、明日のために。東芝がお送り致します。」（林美雄TBSアナウンサーのナレーション）
- 6代目：「東芝日曜劇場。人と、地球の、明日のために。東芝がお送り致します。」（ナレーションは不明）

### エンディングのタイトルバック
オープニングと同様に、番組終了時にも番組枠共通のタイトルバックが放送されていた。
- 1972年頃 - 1986年3月 … 「では、これで、○○の東芝がお送りした、東芝日曜劇場を終わります。」のアナウンス（エンドカードは「東芝日曜劇場 終 来週をお楽しみに」）
  - ※○○には、当時の東芝の企業スローガン（明日をつくる技術の、エネルギーとエレクトロニクスの、先端技術を暮らしの中に…E&Eの、など）
- 1986年4月 - 1994年3月 … 「提供 TOSHIBA」の提供クレジット表示（1993年4月 - 1994年3月はタイトルバックのオープニング映像表示）にあわせて、「この番組は、先端技術を暮らしの中に…E&Eの東芝の提供でお送り致しました。」のアナウンス（TBS制作作品は岡崎潤司元TBSアナウンサー、1986年4月 - 1993年3月まで、1993年4月 - 1994年3月までは林美雄、それ以外は「この番組は」が省略されていた。）→東芝製品のヒッチハイクCM→上記同様の「東芝日曜劇場 終 来週をお楽しみに」）のエンドカード＋チャイム音[注 16]→次番組のジャンクション[注 17]
- 1994年4月 - 2002年9月 … 「この番組は、人と、地球の、明日のために。東芝の提供でお送り致しました。」→次番組のジャンクション→アサヒビールのヒッチハイクCM
  - 5代目と6代目のタイトルバック映像はオープニングと同じであり、ナレーションもオープニング同様、5代目は林美雄、6代目は不明である。

## ネット局

### 現在のネット局
| 放送対象地域   | 放送局                    | 系列           | 放送時間           | ネット状況 | 備考                |
| -------------- | ------------------------- | -------------- | ------------------ | ---------- | ------------------- |
| 関東広域圏     | TBSテレビ（TBS）          | TBS系列        | 日曜 21:00 - 21:54 | 制作局     | 制作局              |
| 北海道         | 北海道放送（HBC）         | TBS系列        | 日曜 21:00 - 21:54 | 同時ネット |                     |
| 青森県         | 青森テレビ（ATV）         | TBS系列        | 日曜 21:00 - 21:54 | 同時ネット |                     |
| 岩手県         | IBC岩手放送（IBC）        | TBS系列        | 日曜 21:00 - 21:54 | 同時ネット |                     |
| 宮城県         | 東北放送（tbc）           | TBS系列        | 日曜 21:00 - 21:54 | 同時ネット |                     |
| 山形県         | テレビユー山形（TUY）     | TBS系列        | 日曜 21:00 - 21:54 | 同時ネット |                     |
| 福島県         | テレビユー福島（TUF）     | TBS系列        | 日曜 21:00 - 21:54 | 同時ネット |                     |
| 山梨県         | テレビ山梨（UTY）         | TBS系列        | 日曜 21:00 - 21:54 | 同時ネット |                     |
| 新潟県         | 新潟放送（BSN）           | TBS系列        | 日曜 21:00 - 21:54 | 同時ネット |                     |
| 長野県         | 信越放送（SBC）           | TBS系列        | 日曜 21:00 - 21:54 | 同時ネット |                     |
| 静岡県         | 静岡放送（SBS）           | TBS系列        | 日曜 21:00 - 21:54 | 同時ネット |                     |
| 富山県         | チューリップテレビ（TUT） | TBS系列        | 日曜 21:00 - 21:54 | 同時ネット |                     |
| 石川県         | 北陸放送（MRO）           | TBS系列        | 日曜 21:00 - 21:54 | 同時ネット |                     |
| 中京広域圏     | CBCテレビ（CBC）          | TBS系列        | 日曜 21:00 - 21:54 | 同時ネット |                     |
| 近畿広域圏     | 毎日放送（MBS）           | TBS系列        | 日曜 21:00 - 21:54 | 同時ネット |                     |
| 鳥取県・島根県 | 山陰放送（BSS）           | TBS系列        | 日曜 21:00 - 21:54 | 同時ネット |                     |
| 岡山県・香川県 | RSK山陽放送（RSK）        | TBS系列        | 日曜 21:00 - 21:54 | 同時ネット |                     |
| 広島県         | 中国放送（RCC）           | TBS系列        | 日曜 21:00 - 21:54 | 同時ネット |                     |
| 山口県         | テレビ山口（tys）         | TBS系列        | 日曜 21:00 - 21:54 | 同時ネット |                     |
| 愛媛県         | あいテレビ（itv）         | TBS系列        | 日曜 21:00 - 21:54 | 同時ネット |                     |
| 高知県         | テレビ高知（KUTV）        | TBS系列        | 日曜 21:00 - 21:54 | 同時ネット |                     |
| 福岡県         | RKB毎日放送（RKB）        | TBS系列        | 日曜 21:00 - 21:54 | 同時ネット |                     |
| 長崎県         | 長崎放送（NBC）           | TBS系列        | 日曜 21:00 - 21:54 | 同時ネット |                     |
| 熊本県         | 熊本放送（RKK）           | TBS系列        | 日曜 21:00 - 21:54 | 同時ネット |                     |
| 大分県         | 大分放送（OBS）           | TBS系列        | 日曜 21:00 - 21:54 | 同時ネット |                     |
| 宮崎県         | 宮崎放送（MRT）           | TBS系列        | 日曜 21:00 - 21:54 | 同時ネット |                     |
| 鹿児島県       | 南日本放送（MBC）         | TBS系列        | 日曜 21:00 - 21:54 | 同時ネット |                     |
| 沖縄県         | 琉球放送（RBC）           | TBS系列        | 日曜 21:00 - 21:54 | 同時ネット |                     |
| 秋田県         | 秋田放送（ABS）           | 日本テレビ系列 | 日曜 12:00 - 12:55 | 遅れネット | [ 注 25 ] [ 注 26 ] |
| 福井県         | 福井放送（FBC）           | 日本テレビ系列 | 日曜 16:00 - 16:55 | 遅れネット | [ 注 28 ]           |
| 徳島県         | 四国放送（JRT）           | 日本テレビ系列 | 日曜 16:00 - 16:55 | 遅れネット |                     |

### 過去のネット局
※全局共『東芝日曜劇場』時代。系列は現在の系列。
| 放送対象地域   | 放送局                | 系列                        | 備考                                                              |
| -------------- | --------------------- | --------------------------- | ----------------------------------------------------------------- |
| 青森県         | 青森放送（RAB）       | 日本テレビ系列              | 青森テレビ開局まで RABでは日曜16時から放送                        |
| 山形県         | 山形放送（YBC）       | 日本テレビ系列              | テレビユー山形開局まで                                            |
| 福島県         | 福島テレビ（FTV）     | フジテレビ系列              | テレビユー福島開局まで 1983年3月まではTBS系列とのクロスネット局   |
| 山梨県         | 山梨放送（YBS）       | 日本テレビ系列              | テレビ山梨開局まで                                                |
| 富山県         | 北日本放送（KNB）     | 日本テレビ系列              | チューリップテレビ開局まで                                        |
| 中京広域圏     | 東海テレビ（THK）     | フジテレビ系列              | 1959年5月24日から1960年5月1日まで同時ネット                       |
| 京阪神大都市圏 | 大阪テレビ放送（OTV） | KRテレビ系列 日本テレビ系列 | 放送エリアは京阪神のみ 朝日放送への吸収合併まで                   |
| 近畿広域圏     | 朝日放送（ABC）       | テレビ朝日系列              | 1975年3月まで 1975年3月まではTBS系列局                            |
| 鳥取県         | 日本海テレビ（NKT）   | 日本テレビ系列              | 当時の放送免許エリアは鳥取県のみ 鳥取・島根の電波相互乗り入れまで |
| 山口県         | 山口放送（KRY）       | 日本テレビ系列              | テレビ山口開局まで                                                |
| 香川県         | 西日本放送（RNC）     | 日本テレビ系列              | 山陽放送のJNN加盟まで                                             |
| 愛媛県         | 南海放送（RNB）       | 日本テレビ系列              | あいテレビ開局まで                                                |
| 高知県         | 高知放送（RKC）       | 日本テレビ系列              | テレビ高知開局まで                                                |

### 備考
- 秋田放送・福井放送・四国放送の3局は、「24時間テレビ 「愛は地球を救う」」放送日に当たる場合、放送時間の変更などが行われる（ともに2004年までは「24時間テレビ」内のローカル枠等を使用して放送していた。秋田放送では2006年は2週分を翌週に放送した）。またその他の週にも、自局の特番などの編成の都合で別の曜日や時間に放送されることがある。四国放送では、初回などの拡大版でも別番組などを編成することで、そのままの時間枠で放送するため、通常の時間枠での放送が編成上不可能な場合、曜日や時間帯を変更する事がある。なお、秋田放送・福井放送・四国放送の3局は、TBSが『パナソニック ドラマシアター』を以って月曜20時台パナソニック一社提供枠の系列外遅れネットを廃止したことに伴い、2013年4月以降は本枠が唯一のTBSドラマのレギュラー放送枠となった。秋田放送・福井放送・四国放送の3局では、2019年現在、日本生命の一社提供[注 31]である。
- CS TBSチャンネルでも再放送が行われている[注 32]
- また、ハワイの地上波放送局KIKU-TVが、日曜劇場の全ドラマではないが、年1作 - 3作程度の頻度で（2003年のみ4作全て）英語字幕付で放送している。放送される時期は早くとも半年以上後で、一例では2008年5月4日から『冗談じゃない!』（英題：Give me a break!）が放送された。
- NHKの北米地区向け国際放送テレビジャパンが、2006年に『あいくるしい』、2008年に『華麗なる一族』、『パパとムスメの7日間』、2009年に『佐々木夫妻の仁義なき戦い』を放送した。この場合は字幕はなく日本語のみ。
- 改編期・年末年始および6月下旬から7月上旬については旧作から新作へのつなぎ番組として以下の処置を取るケースがある。
  - 同局制作の『坂上＆指原のつぶれない店』や『バナナマンのせっかくグルメ』19時からを22時まで3時間の拡大放送を行う。
  - 同局制作で単発特番または映画を放送し、その場合は22時台MBS制作の『日曜日の初耳学』を休止する。
  - MBS制作で後座番組である『日曜日の初耳学』や単発特番を21時から2時間の拡大放送を行う。

- 提供スポンサーの表示は薄い絨毯の上にスポンサーはカラー表示で1社ずつ表示し、提供アナウンスも1社ずつキャッチコピーを含めて読み上げる。近年の番組では珍しいケースである。なお、当枠はもちろん毎クールごとのつなぎ番組でもこのパターンを必ず行う（MBS制作でも同様）。

### 再放送
- TBS系列のほぼ全局（BS-TBSも含む）で、これまでに放送されたドラマから再放送で放映する場合がある。また、年末年始に差し掛かる時期には平日・週末のレギュラー番組を休止した上で、本枠で放送されたドラマの集中再放送を行う場合もある[26]。

## ネット配信
TBSオンデマンドおよび後継サービスのParavi（2023年7月以降はU-NEXTのコンテンツレーベルとなっている）にて配信。マルチ音声に対応していない配信サービスのため、2023年4月期からは解説放送版が通常版とは別に配信されている。
TBSオンデマンドは2016年10月より定額制見放題サービス「プレミアム見放題」を開始したが、ジャニーズ事務所所属タレントの出演作品はレンタル視聴（都度課金）かつ期間限定であった。Paraviに切り替わって数か月後の2018年9月から『陸王』（2017年10月期作品）が定額見放題となった。2019年10月期の『グランメゾン東京』は当初より見放題配信された（配信期間は第1話放送開始日から1年）。
最新話の無料見逃し配信は2014年10月より「TBSオンデマンド無料見逃しキャンペーン」として開始。2015年10月に「TBS FREE by TBSオンデマンド」と改名。TVerからも2016年10月期の『IQ246〜華麗なる事件簿〜』より直接視聴が可能になった。
ジャニーズ事務所所属タレントが出演した旧作品は、タレントがTBSの新ドラマやTBSが制作に関わった映画に出演するのを機に、TVer等の広告付き無料配信やParaviで期間限定配信されることがある。
2021年10月期の『日本沈没-希望のひと-』は地上波での放映直後からNetflixにて世界配信が行われた（Paraviでの配信は当初ダイジェスト版のみで、フルサイズのディレクターズカット版は翌2022年6月13日より配信）。
TBSテレビは2022年4月期の『マイファミリー』をParaviに加えて、Disney+でも世界配信することを2022年3月25日に発表した。日曜劇場の連続ドラマがDisney+にて配信される事例は2021年7月期の『TOKYO MER〜走る緊急救命室〜』があるが、放送終了後の配信開始だったことから、日本国内とほぼ同時期に世界配信を行うのは『マイファミリー』が初めてとなる。

## 関連商品
- 『SUNDAY BOX ドラマソング・コレクション』（2002年12月11日、東芝EMI）
1993年から2002年までに放送された一部作品の主題歌と、大貫妙子の「いつまでも」を収録したコンピレーション・アルバム。